# Artère zygomatico-orbitaire
L'artère zygomatico-orbitaire (ou artère zygomato-malaire) est une artère systémique paire inconstante de la tête. Elle vascularise le muscle orbiculaire de l’œil et les téguments adjacents.

## Origine
L'artère zygomatico-orbitaire est une branche collatérale inconstante de l'artère temporale superficielle, mais elle peut rarement naître de l'artère temporale moyenne ou du rameau pariétal de cette dernière.

## Trajet
L'artère zygomatico-orbitaire longe le bord supérieur de l'arcade zygomatique, entre les deux feuillets du fascia temporal, jusqu'à l'angle latéral de l'orbite.
Elle s'anastomose avec les branches lacrymale et palpébrale de l'artère ophtalmique.